# Богаєв Олег Анатолійович
Олег Анатолійович Богаєв (15 червня 1970 року народження, Свердловськ) - російський драматург, доцент кафедри історії мистецтв Єкатеринбурзького державного театрального інституту. Головний редактор журналу «Урал» (з серпня 2010 року).
Живе в Єкатеринбурзі.

## Біографія
Народився в Свердловську. Закінчив технікум транспортного будівництва і в 1998 році Єкатеринбурзький державний театральний інститут.
В даний час живе в Єкатеринбурзі, викладає в театральному інституті на кафедрі історії мистецтв. У серпні 2010 року призначений головним редактором журналу «Урал».

## Творчість

### П'єси
- Російська Народна Пошта
- Мертві вуха
- Велика китайська стіна
- Страшний суп
- Сансара
- Телефункен
- Хто вбив місьє Дантеса
- Фалоімітатор
- 33 щастя
- Чорний монах
- Башмачкін
- Таємне суспільство велосипедистів
- Мар'їне поле
- Dawn-Way
- Шпильки
- Я не люблю, люблю Єкатеринбург
- Вишневе Пекло Станіславського
- Лермонтов нашого часу

### Найвідоміші театральні постановки
- П'єса «Російська народна пошта», Табакерка, 1998. Режисер Кама Гінкас, в головній ролі Олег Табаков
- П'єса «Російська народна пошта», Олександрійський театр, 1998. Режисер П. Сілін, в головній ролі А. Волков
- Вистава за п'єсою «Російська народна пошта», Theater Studio, Вашингтон, 2004. Режисер Paul Mullins, в головній ролі Флойд Кінг
- Телевізійний спектакль «Російська народна пошта», ТВЦ, 2002. Режисер Володимир Мірзоєв, в головних ролях Михайло Ульянов, Максим Суханов
- П'єса «Страшний Суп», Ризький російський театр імені Михайла Чехова, 2002. Режисер О. Петров
- Вистава за п'єсою «Цицьки» ( «Гумовий принц»), Москва, 2003. Режисер Ніна Чусова, продюсер Павло Каплевич, в головній ролі Лоліта Мілявська
- Вистава за п'єсою «33 щастя», 2004. Режисер Назаров, в головній ролі Амалія Мордвинова
- Радіоспектакль «Кімната сміху», RF, Радіо Франсе, Париж, 2004. Режисер Ursyla Mikos
- П'єса «Мар'їне Поле», Московський драматичний театр ім. А. С. Пушкіна, квітень 2006. Режисер Роман Козак)
- «Антоній і Клеопатра. Версія », театр« Современник », травень, 2006. Режисер Кирило Серебренніков, в ролях Чулпан Хаматова, Сергій Шакуров)
- Вистава «Башмачкіна», 21-е творче об'єднання, квітень 2008. Режисер Володимир Мірзоєв, в головній ролі Євген Стичкін.
- Вистава за п'єсою «33 щастя» ( «Людина-корито»), Хабаровськ, театр «Тріада», 2009. Режисер В. С. Гогольков.
- Вистава «Dawn-Way», Північно-Казахстанський обласний казахський музично-драматичний театр імені Сабіт Муканова, червень 2011. Режисер Булат Абдрахманов.
- Вистава "Andre verdskrigen", Det Norske Teatret, Oslo, лютий 2016, Режисер Erik Visby

## Премії
- «Антибукер» (1997);
- Міжнародний конкурс драматургів «Євразія» (2002);
- Всеросійський драматургічний конкурс «Дійові особи» (2005).